# Giuseppe Di Vagno
Giuseppe Di Vagno, detto Il gigante buono (Conversano, 12 aprile 1889 – Mola di Bari, 26 settembre 1921), è stato un politico italiano, primo parlamentare italiano vittima del fascismo.

## Biografia
Soprannominato da Filippo Turati "il gigante buono" per la sua statura, Di Vagno ottenne il seggio parlamentare nel nome dei "pezzenti e diseredati" del sud e nel nome di questi si batté, riuscendo ad ottenere dal Governo Giolitti l'avvio dei lavori per l'Acquedotto Pugliese.
Nato e cresciuto in un'agiata famiglia contadina del barese, il giovane Giuseppe studia presso il regio liceo ginnasio di Conversano e si trasferisce poi a Roma per studiare Giurisprudenza. Qui viene influenzato dalle idee politico-giuridiche di Enrico Ferri. Dopo la laurea, conseguita nel 1912, si iscrive al Partito Socialista Italiano ed esercita per breve tempo l'attività forense, ma nel volgere di qualche anno torna al suo paese natio, dove promuove le lotte popolari e bracciantili in corso in quegli anni. Nel 1914 viene eletto al consiglio provinciale di Bari.
Prende parte alla prima guerra mondiale col grado di caporale. Terminato il conflitto, riprende la sua attività politica e sostiene la causa dei braccianti, in particolar modo di quelli imputati di reati ai danni dei latifondisti locali.
Nel 1919, a causa della sua condivisione al programma di Gaetano Salvemini, viene escluso dalla lista dei candidati del Partito Socialista Italiano alle elezioni politiche. Nel 1920 viene nominato direttore dell'organo della Federazione socialista di Bari Puglia Rossa.
Il 25 febbraio dello stesso anno, cominciano i contrasti con i fascisti: pur non avendo partecipato agli scontri verificatisi a Conversano durante uno sciopero generale, Di Vagno viene indicato dalle forze avversarie come uno dei responsabili. Questa accusa gli costa la messa al bando dalla sua città natale, ad opera dei fascisti e nell'inerzia delle autorità. Questo provvedimento, tuttavia, non impedisce a Di Vagno di andare avanti con la sua attività politica e il 15 maggio 1921 viene eletto deputato nella lista socialista della circoscrizione di Bari e Foggia. Viene così chiamato in Parlamento a svolgere la funzione di segretario della Commissione Giustizia.
Il 30 maggio 1921 è vittima di un primo agguato perpetrato nei suoi confronti da parte di una squadra fascista, in seguito ad un suo comizio tenuto a Conversano. In questo attentato trovano la morte un altro militante socialista, Cosimo Conte, e ben nove contadini, nonché il fascista Ernesto Ingravalle. Altri tentativi di aggressione alla sua persona si verificano nei giorni successivi in alcuni paesi della provincia di Bari.
Il 25 settembre 1921, sebbene avvertito della preparazione di un nuovo agguato ai suoi danni, raggiunge Mola di Bari per tenere il discorso di inaugurazione della sede del PSI. Al termine del comizio viene colpito alla schiena da due colpi di pistola. Muore l'indomani, 26 settembre, presso il locale ospedale civile.
Gli assassini furono subito individuati in un gruppo di squadristi, per lo più conversanesi, che erano guidati dal deputato di Cerignola Giuseppe Caradonna, padre del deputato MSI Giulio Caradonna. Il processo non avvenne per assenza di prove e per l'amnistia voluta da Mussolini per i "crimini in favore dello stato fascista". Un nuovo processo, celebrato nel 1947 presso la Corte d'Assise di Potenza, riconobbe la colpevolezza di diversi imputati, ma la condanna per il solo omicidio preterintenzionale consentì loro di beneficiare dell'amnistia Togliatti e di evitare il carcere.
Ebbe un figlio, noto come Giuseppe Di Vagno jr., nato dopo la sua morte, che è stato parlamentare socialista dal 1963 al 1983.

## Memoria
Nel corso delle celebrazioni per il 90º anniversario della sua uccisione, il 14 luglio 2011 è stato presentato alla Camera dei deputati lo studio critico degli atti relativi al processo contro i suoi aggressori. Il 20 dicembre c’è stata la presentazione anche all'Archivio di Stato di Potenza, in coincidenza con l'inaugurazione della mostra documentaria degli atti del processo.
A partire dal 2004 è assegnato in sua memoria un biennale Premio di studio e di ricerca storico culturale.

## Il ricordo di Giuseppe Di Vittorio
È pallido ma sereno. Giace supino, con gli occhi vivi ed appassionati. Sul viso aperto si leggono chiaramente l'intimo tormento, gli atroci dolori che dilaniano il corpo insanguinato, avvelenato; ma non emette un lamento. Sembra voler combattere e vincere la morte, con la stessa tranquilla serenità con cui ha combattute e vinte le battaglie della vita.
Vede me, Favia, De Silvestro, Palladino, Nardulli, Santoiemma ed altri ancora. Ci riconosce, ci saluta con lo sguardo dolce, ci rincora e fra gli atroci tormenti che macerano la sua carne, che disfanno rapidamente il suo corpo, trova la forza per sorridere lievemente. Ahimè! - fu l'ultimo che vedemmo fiorire su quelle labbra pronte al sorriso come per rendere manifesta l'infinita bontà dell'animo suo.
Gli dicemmo parole di conforto. Qualcuno di noi, stringendo la sua mano, gli disse: - Coraggio, Peppino! Tu sei forte. Sei nato per vincere. Hai vinto i tuoi e nostri avversari, sempre, vincerai ancora! La tua fibra ti salverà, coraggio!... - Sì - disse, con estrema bontà il nostro Peppino -; sì, vincerò - Semplicemente! E nelle sue brevi e spezzate parole non vi era ombra di odii e di ira. Sino agli ultimi istanti. Egli continuò a lottare, serenamente.
Mentre era steso, vinto, sul lettuccio dell'Ospedale, pensavo alla sua fiorente giovinezza, alla sua forza erculea e quasi involontariamente ricordavo un disgustoso incidente avvenuto nel corridoio dei "Passi perduti", a Montecitorio.
Il deputato popolare ultra-fascista Cappa tentava aggredire il compagno Matteotti, che è snello, esile.
Vidi Giuseppe Di Vagno prendere agilmente pel petto il Cappa e deporlo delicatamente per terra a quattro passi di distanza, interponendosi fra i due litiganti per impedirne il contatto. Lo prese con la stessa facilità che una madre sana prende il suo bambino poppante. Avrebbe potuto fargli gran male, soltanto buttandolo per terra. Ma Egli era il Gigante buono e lo depose reggendolo perché non cascasse. Povero il nostro gigantesco Peppino! Rimaniamo dritti innanzi a Lui, ansimanti, quasi volessimo rianimare con l'alito nostro il suo corpo morente, quando vediamo precipitarsi al capezzale la giovine sposa e la vecchia mamma sua ottantenne, entrambe angosciate, lagrimanti, doloranti, e noi ci allontaniamo per rispettare quell'intimo profondo dolore che fa piangere tutti noi. Ma Egli non si abbatte. Singhiozza, lotta, respira affannosamente e guarda con serenità e con forza la sua sposa e la sua mamma, come per dire: Non piangete, abbiate fede e coraggio! Vedete, sto lottando, vincerò, vivrò: Non voglio, non posso morire; io!
Poi ancora singhiozzi, un gemito lungo, uno sbalzo forte, un respiro strozzato ed Egli non è più. Povero il nostro Gigante buono! Si è voluto uccidere in te il forte lottatore, Giuseppe Di Vagno, come per seppellire un'Idea, per infrangere una Fede, e non si sono accorti, i miserabili, che la soppressione del tuo corpo ha preparato la tua resurrezione. Tu sei risorto.
Eri un uomo ed ora sei un Mito. Tu sei sempre con noi, in noi e nelle nostre battaglie, e nelle nostre vittorie.»
(Articolo pubblicato da Puglia Rossa, il 30 settembre 1921, poco dopo la morte dell'on. Giuseppe Di Vagno)